# Франсис Фукујама
Јошихиро Франсис Фукујама (енгл. Yoshihiro Francis Fukuyama; Чикаго, 27. октобар 1952) је амерички друштвени аналитичар и политички коментатор.

## Биографија
Рођен је у Чикагу као син протестантског проповедника. Дипломирао је класичне студије на Универзитету Корнел, а докторирао из области политичких наука на Харварду.
Фукујама се интензивно бави темама демократизације и међународне политичке економије. У последњих неколико година своју пажњу усмјерава на улогу културе и друштвеног капитала у савременом економском животу, као и на друштвене последице технолошких промјена.
Професор је међународне политичке економије и декан на Високој школи међународних студија у склопу Универзитета Џонс Хопкинс. Члан је савјета предсједника САД за биоетику. Има почасне докторате универзитета у Конектикату и Доену. Члан је америчког удружења за политичке науке, Савјета за спољне односе, Пацифичког савјета за међународну политику и Глобалне пословне мреже.
Књига Крај историје и последњи човјек објављена је у САД 1992. године, штампана у преко двадесет иностраних издања, преведена и на српски језик. Бестселер је у Америци, Јапану, Француској и Чилеу, а добила је и награду критике листа „Лос Анђелес тајмс“ и награду „Капри“ за италијанско издање.
Пре него што је постао саветник у Ранд корпорацији био је члан групе за политичко планирање при америчком Стејт департменту. Заклети републиканац свету је постао познат по свом чланку Крај историје? (1989) који је касније развио у књигу Крај историје и последњи човек (1992). У њој тврди да је историја идеја окончана признавањем либералне демократије као крајњег облика владавине човека. У књигама Поверење (1996) и Велики раскид (1999) разматра однос између привредног развоја и друштвеног јединства. Његове идеје извршиле су снажан утицај на нову десницу.